# Pan Tadeusz
Pan Tadeusz, czyli ostatni zajazd na Litwie – poemat epicki Adama Mickiewicza wydany w dwóch tomach w 1834 w Paryżu przez Aleksandra Jełowickiego.
Ta epopeja narodowa (z elementami gawędy szlacheckiej) powstała w latach 1833–1834 w Paryżu. Składa się z dwunastu ksiąg pisanych wierszem, trzynastozgłoskowym aleksandrynem polskim. Czas akcji: pięć dni z roku 1811 i jeden dzień z roku 1812.
Epopeja jest stałą pozycją na polskiej liście lektur szkolnych. W 2012 była publicznie odczytywana w akcji społecznej propagującej znajomość literatury polskiej Narodowe Czytanie Pana Tadeusza.
Rękopis Pana Tadeusza od 1999 znajduje się w zbiorach Zakładu Narodowego im. Ossolińskich. W 2014 został wpisany na Polską Listę Krajową Programu UNESCO Pamięć Świata.

## Treść poematu

### Wątki
- wątek miłosny Tadeusza i Zosi – wątek rozwijający się od początku utworu, kiedy Tadeusz zauważa młodą dziewczynę. Potem myli Zosię z Telimeną. Następnie wyjawia stryjowi swą miłość do Zosi, a Zosia czule żegna Tadeusza. Wątek ten rozwija się przez cały utwór, aż doprowadza do zaręczyn Tadeusza i Zosi.

- wątek Stolnika – Stolnik był wielkim panem z rodu Horeszków, o czym opowiada Gerwazy w II księdze. Jego jedynym dzieckiem była Ewa Horeszkówna, w której zakochał się Jacek Soplica. Do zaręczyn nie doszło z powodu różnicy majątkowej i wyraźnej niechęci ojca wobec tego związku; obawiając się rekuzy Soplica nie poprosił formalnie o rękę córki, zaś Horeszko przyjął swatów kasztelana witebskiego. Stolnik został zabity przez Soplicę w zamku podczas najazdu Moskali. Od tego momentu Gerwazy przysiągł sobie zemścić się na rodzie Sopliców.

- wątek sporu o zamek – przez cały utwór przewija się spór o zamek Horeszków. Teoretycznie należy on do Sopliców, gdyż został nadany im podczas konfederacji targowickiej. Hrabia, Gerwazy – Klucznik – i okoliczna szlachta zamierzają dokonać zajazdu na Sopliców. Podburza ich do tego Klucznik.

- wątek niepodległościowy – akcja Pana Tadeusza rozgrywa się w czasach wojen napoleońskich. Ks. Robak, próbując naprawić swoje dawne winy, agituje polską szlachtę do powstania i walki u boku Napoleona. Usiłowania jego niweczy Klucznik, który zapał szlachty wykorzystuje przeciwko Soplicom, doprowadzając do zajazdu. Jednak gdy pojawia się wspólny wróg, Rosjanie, następuje pogodzenie wszystkich stron sporu i ma miejsce wspólna walka przeciw Moskalom.

### Bohaterowie
Bohaterem poematu jest głównie szlachta polska. Między innymi:
- Jacek Soplica (ksiądz Robak) – ojciec Tadeusza Soplicy, zabójca Stolnika, przybiera tożsamość mnicha i planuje powstanie przeciw Moskalom,
- Tadeusz Soplica – tytułowy bohater epopei, dwudziestoletni chłopak, syn Jacka Soplicy, wstępuje do wojska polskiego,
- Zosia – córka Ewy Horeszkówny, zakochana w Tadeuszu Soplicy,
- Sędzia Soplica – gospodarz Soplicowa, brat Jacka, zagorzały patriota,
- Telimena – elegancka opiekunka Zosi, była mieszkanka Petersburga,
- Hrabia – adwersarz sędziego w sporze o zamek po Horeszkach, daleki krewny tego rodu. Sędzia kwestionuje jego prawa do zamku, mówiąc „On Horeszkom dziesiąta woda na kisielu” (księga VI, wers 169). Jego dokładne związki z tym rodem omawia Gerwazy na początku swej opowieści o historii zamku. Jego słowa:

W Panu krew Horeszków płynie,

Jesteś krewnym Stolnika po matce Łowczynie,

Która się rodzi z drugiej córki Kasztelana,

Który był, jak wiadomo, wujem mego Pana.
(księga II, wersy 258–261) uzupełnione o wiadomości z przedśmiertnej spowiedzi Jacka Soplicy dają podstawy do nakreślenia takiego oto drzewa genealogicznego:
|                          |                          |                          |                          |                          |                          |  |  | Hrabia                    | Hrabia             | Hrabia             | Hrabia             | Hrabia             | Hrabia             |                  |  |  |  |  |  | Zosia (ukochana Tadeusza Soplicy) | Zosia (ukochana Tadeusza Soplicy) | Zosia (ukochana Tadeusza Soplicy) | Zosia (ukochana Tadeusza Soplicy) | Zosia (ukochana Tadeusza Soplicy) | Zosia (ukochana Tadeusza Soplicy) |  |  |  |  |  |  |  |  |  |  |  |  |  |  |
|                          |                          |                          |                          |                          |                          |  |  | Hrabia                    | Hrabia             | Hrabia             | Hrabia             | Hrabia             | Hrabia             |                  |  |  |  |  |  | Zosia (ukochana Tadeusza Soplicy) | Zosia (ukochana Tadeusza Soplicy) | Zosia (ukochana Tadeusza Soplicy) | Zosia (ukochana Tadeusza Soplicy) | Zosia (ukochana Tadeusza Soplicy) | Zosia (ukochana Tadeusza Soplicy) |  |  |  |  |  |  |  |  |  |  |  |  |  |  |
|                          |                          |                          |                          |                          |                          |  |  | Łowczyna (matka hrabiego) |                    |                    |                    |                    |                    |                  |  |  |  |  |  |                                   |                                   |                                   |                                   |                                   |                                   |  |  |  |  |  |  |  |  |  |  |  |  |  |  |
|                          |                          |                          |                          |                          |                          |  |  |                           |                    |                    |                    |                    |                    |                  |  |  |  |  |  |                                   |                                   |                                   |                                   |                                   |                                   |  |  |  |  |  |  |  |  |  |  |  |  |  |  |
|                          |                          |                          |                          |                          |                          |  |  |                           |                    |                    |                    |                    |                    |                  |  |  |  |  |  |                                   |                                   |                                   |                                   |                                   |                                   |  |  |  |  |  |  |  |  |  |  |  |  |  |  |
| 1 córka kasztelana       | 1 córka kasztelana       | 1 córka kasztelana       | 1 córka kasztelana       | 1 córka kasztelana       | 1 córka kasztelana       |  |  | 2 córka kasztelana        | 2 córka kasztelana | 2 córka kasztelana | 2 córka kasztelana | 2 córka kasztelana | 2 córka kasztelana |                  |  |  |  |  |  | Stolnik                           | Stolnik                           | Stolnik                           | Stolnik                           | Stolnik                           | Stolnik                           |  |  |  |  |  |  |  |  |  |  |  |  |  |  |
| 1 córka kasztelana       | 1 córka kasztelana       | 1 córka kasztelana       | 1 córka kasztelana       | 1 córka kasztelana       | 1 córka kasztelana       |  |  | 2 córka kasztelana        | 2 córka kasztelana | 2 córka kasztelana | 2 córka kasztelana | 2 córka kasztelana | 2 córka kasztelana |                  |  |  |  |  |  | Stolnik                           | Stolnik                           | Stolnik                           | Stolnik                           | Stolnik                           | Stolnik                           |  |  |  |  |  |  |  |  |  |  |  |  |  |  |
|                          |                          |                          |                          |                          |                          |  |  |                           |                    |                    |                    |                    |                    |                  |  |  |  |  |  |                                   |                                   |                                   |                                   |                                   |                                   |  |  |  |  |  |  |  |  |  |  |  |  |  |  |
| Kasztelan (wuj stolnika) | Kasztelan (wuj stolnika) | Kasztelan (wuj stolnika) | Kasztelan (wuj stolnika) | Kasztelan (wuj stolnika) | Kasztelan (wuj stolnika) |  |  | Ciotka stolnika           | Ciotka stolnika    | Ciotka stolnika    | Ciotka stolnika    | Ciotka stolnika    | Ciotka stolnika    |                  |  |  |  |  |  | Ojciec stolnika                   | Ojciec stolnika                   | Ojciec stolnika                   | Ojciec stolnika                   | Ojciec stolnika                   | Ojciec stolnika                   |  |  |  |  |  |  |  |  |  |  |  |  |  |  |
| Kasztelan (wuj stolnika) | Kasztelan (wuj stolnika) | Kasztelan (wuj stolnika) | Kasztelan (wuj stolnika) | Kasztelan (wuj stolnika) | Kasztelan (wuj stolnika) |  |  | Ciotka stolnika           | Ciotka stolnika    | Ciotka stolnika    | Ciotka stolnika    | Ciotka stolnika    | Ciotka stolnika    |                  |  |  |  |  |  | Ojciec stolnika                   | Ojciec stolnika                   | Ojciec stolnika                   | Ojciec stolnika                   | Ojciec stolnika                   | Ojciec stolnika                   |  |  |  |  |  |  |  |  |  |  |  |  |  |  |
|                          |                          |                          |                          |                          |                          |  |  |                           |                    |                    |                    |                    |                    |                  |  |  |  |  |  |                                   |                                   |                                   |                                   |                                   |                                   |  |  |  |  |  |  |  |  |  |  |  |  |  |  |
|                          |                          |                          |                          |                          |                          |  |  |                           |                    |                    |                    |                    |                    | Dziadek stolnika |  |  |  |  |  |                                   |                                   |                                   |                                   |                                   |                                   |  |  |  |  |  |  |  |  |  |  |  |  |  |  |

Kolorem czerwonym zostali oznaczeni Horeszkowie, a zielonym ich krewni noszący inne nazwiska. Kluczem do nakreślenia tego drzewa w takiej właśnie, a nie innej formie jest właściwe zrozumienie słowa „wuj” w wypowiedzi Gerwazego. Otóż nie może to być brat matki ani mąż siostry matki, wtedy bowiem w hrabim nie mogłaby płynąć krew Horeszków. Brat ojca też nie, bo w XIX wieku taką osobę nazywano stryjem i nie mylono tych pojęć. Pozostaje jedynie mąż siostry ojca.
- Gerwazy Rębajło – klucznik Horeszków (służył jeszcze Stolnikowi), sługa Hrabiego,
- Protazy Brzechalski (Woźny) – dawny woźny sądowy, mieszkaniec Soplicowa
- Wojski Hreczecha – przyjaciel Sędziego, gawędziarz,
- Podkomorzy – syn wojewody, przyjaciel Sędziego, autorytet i obrońca tradycji,
- Rejent Bolesta – przyjaciel Sędziego i Dobrzyńskich, adwersarz Asesora w sporze o psy i strzelby,
- Asesor – urzędnik najpierw w służbie carskiej, następnie polskiej, adwersarz Rejenta,
- Jankiel – żydowski karczmarz i muzykant, zaangażowany w polską działalność niepodległościową,
- Dobrzyńscy – szlachta zagrodowa pochodzenia mazowieckiego, sąsiedzi Sopliców, stronnicy Horeszków, na ich czele stoi sędziwy Maciej Dobrzyński (nazywano go Kurkiem na kościele, Zabokiem, Królikiem lub Maćkiem nad Maćkami), a inni wśród nich to: Bartek Prusak, Bartek Brzytewka, Maciej Konewka i Maciej Chrzciciel (znany również jako Maciej Kropiciel),
- major Płut – Polak w służbie rosyjskiej, po bitwie ze szlachtą potajemnie zabity pro publico bono przez Gerwazego jako zdrajca
- kapitan Ryków – Rosjanin, dowódca żołnierzy stacjonujących w Soplicowie.
- Ewa Horeszkówna – córka Stolnika i matka Zosi, kandydatem na jej męża był Jacek Soplica, ostatecznie został nim kasztelan witebski. Ewa Horeszkówna została zesłana na Syberię, gdzie zmarła, dlatego w epopei występuje jedynie w retrospekcjach.

Postacie historyczne:
- Napoleon Bonaparte – cesarz Francuzów, sojusznik Polaków, w 1812 roku występuje przeciw Rosji i przynosi Litwie wolność
- generał Henryk Dąbrowski – dowódca wojsk polskich, które w 1812 roku wkraczają z Napoleonem na Litwę, gość w Soplicowie
- generał Kniaziewicz – polski dowódca wojskowy, otrzymuje od Gerwazego miecz

### Księgi
- Księga I – Gospodarstwo (na początku Inwokacja)
- Księga II – Zamek
- Księga III – Umizgi
- Księga IV – Dyplomatyka i łowy
- Księga V – Kłótnia
- Księga VI – Zaścianek
- Księga VII – Rada
- Księga VIII – Zajazd
- Księga IX – Bitwa
- Księga X – Emigracja. Jacek
- Księga XI – Rok 1812
- Księga XII – Kochajmy się (z koncertem Jankiela)
- Objaśnienia poety
- Epilog

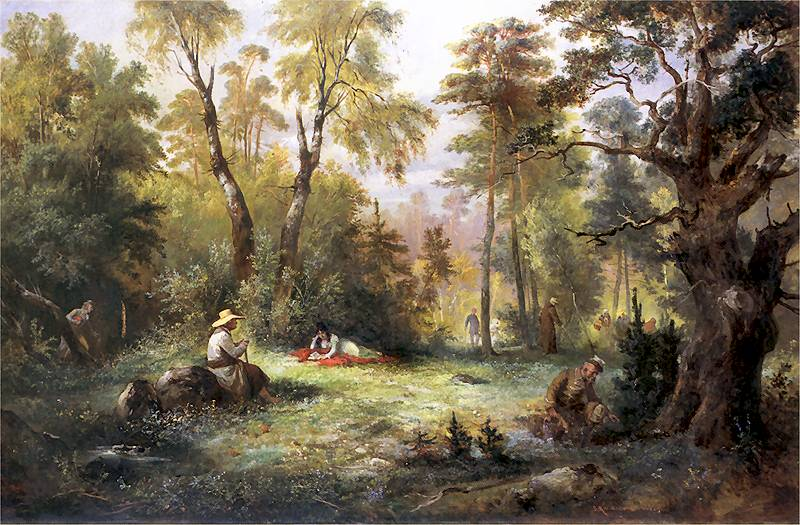
Grzybobranie, ilustracja do III księgi Pana Tadeusza autorstwa Franciszka Kostrzewskiego z 1860
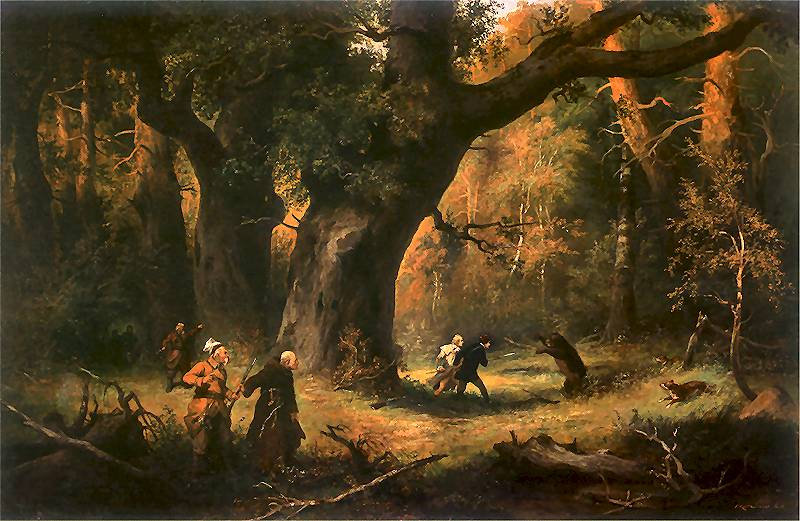
Polowanie, ilustracja do IV księgi Pana Tadeusza autorstwa Franciszka Kostrzewskiego z 1886
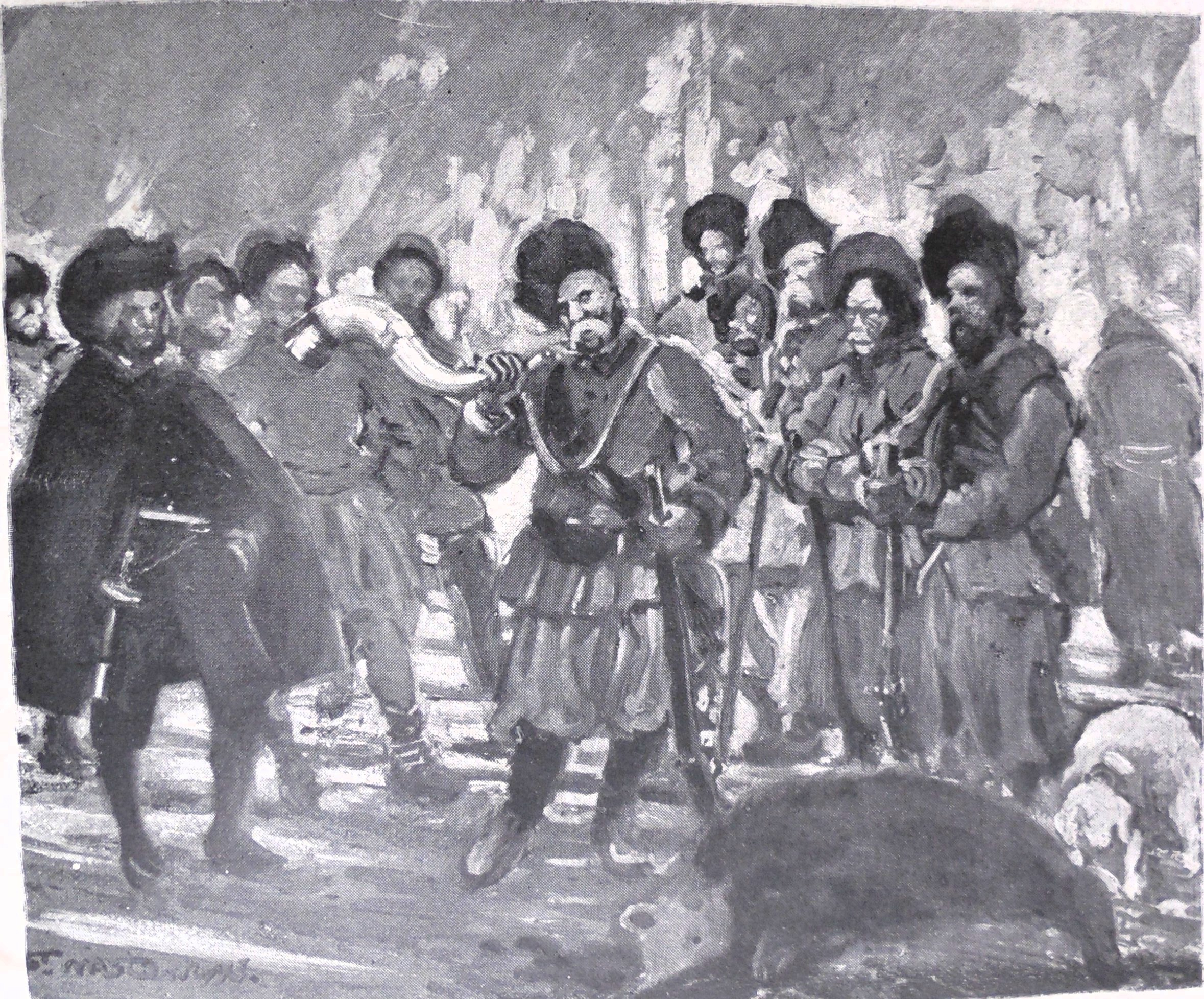
Koncert Wojskiego, ilustracja do IV księgi Pana Tadeusza autorstwa Stanisława Masłowskiego z 1905
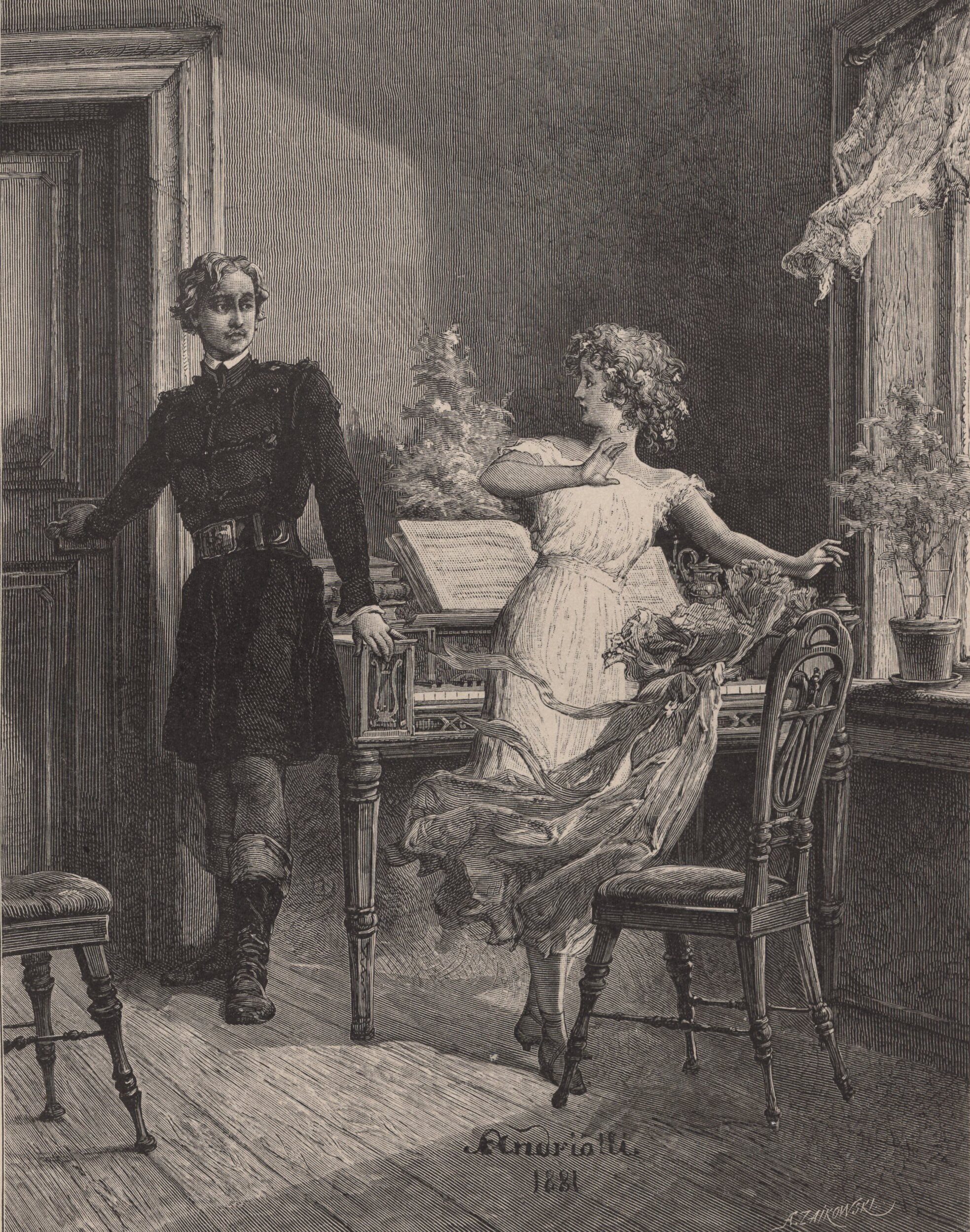
Ilustracja Andriollego do Księgi I
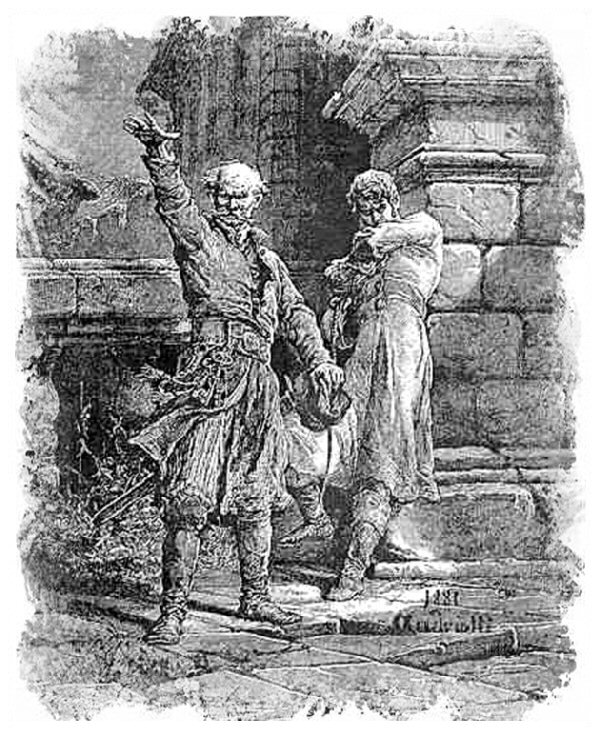
Ilustracja Andriollego do Księgi II
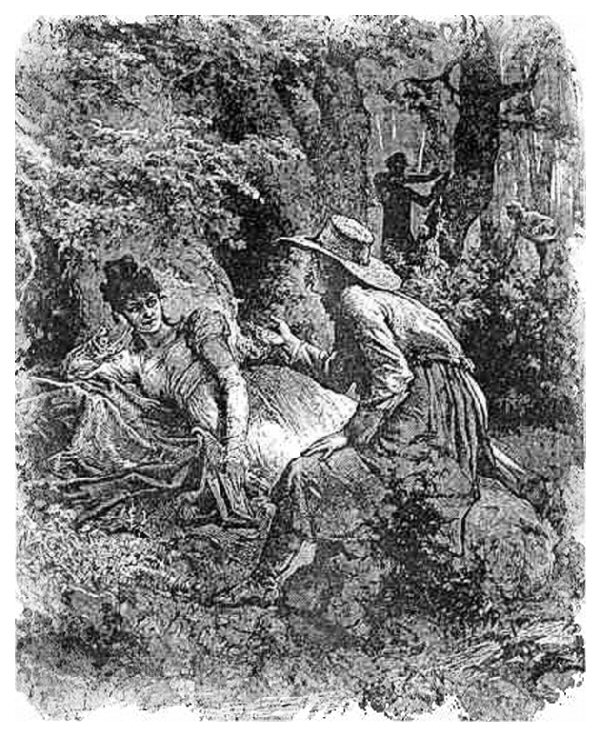
Ilustracja Andriollego do Księgi III
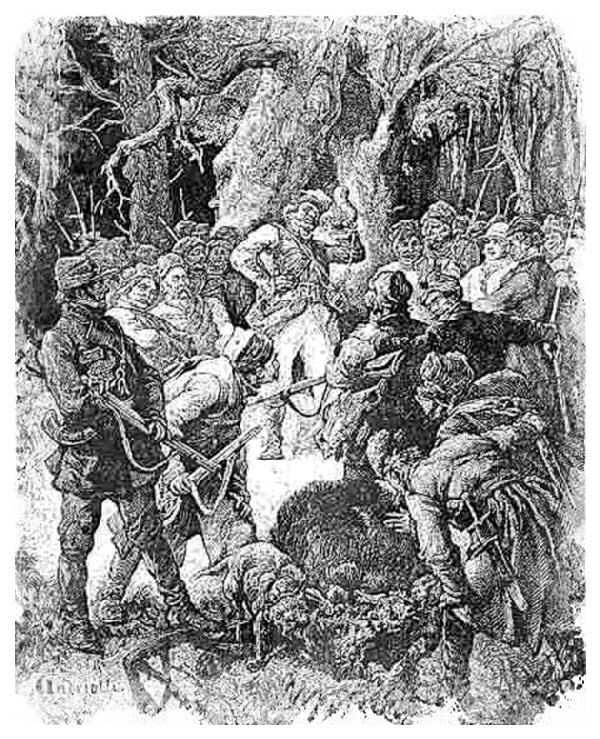
Ilustracja Andriollego do Księgi IV
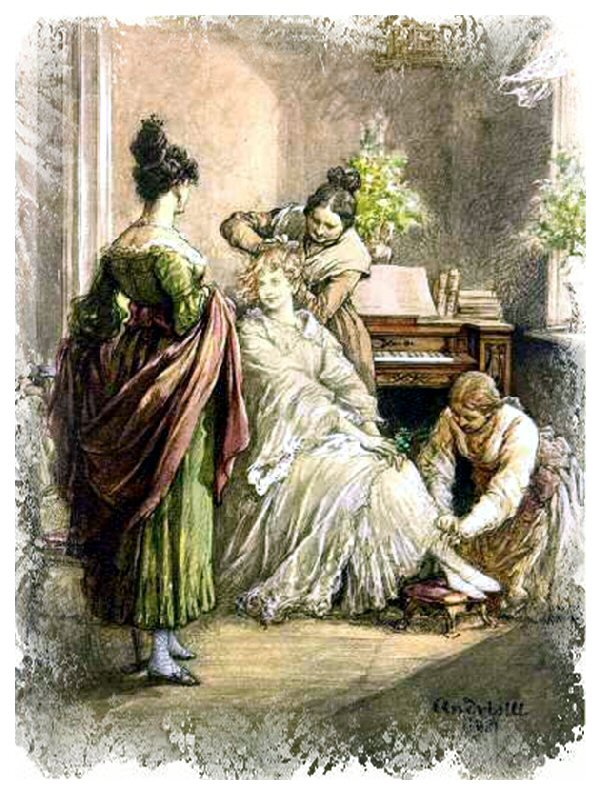
Ilustracja Andriollego do Księgi V
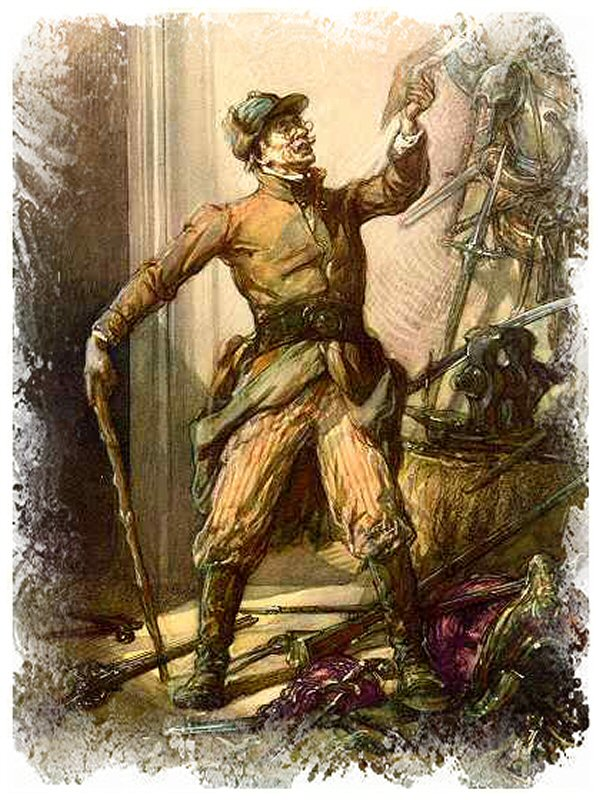
Ilustracja Andriollego do Księgi VI
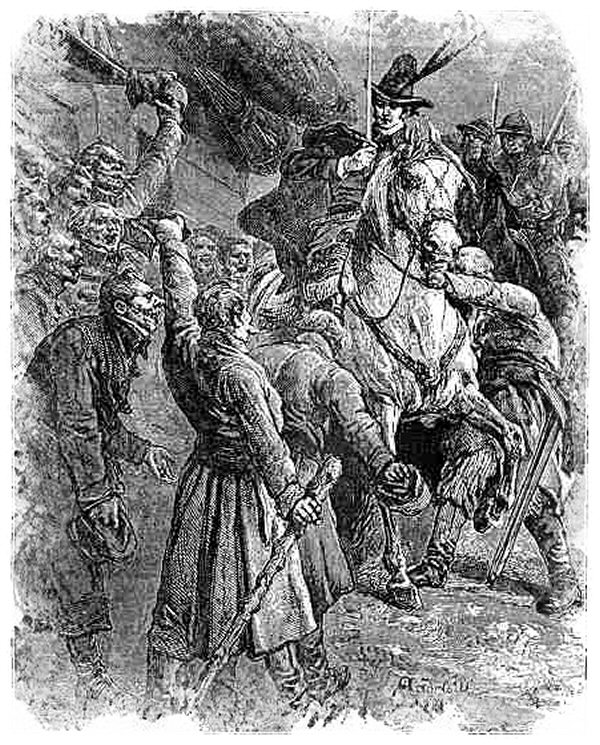
Ilustracja Andriollego do Księgi VII
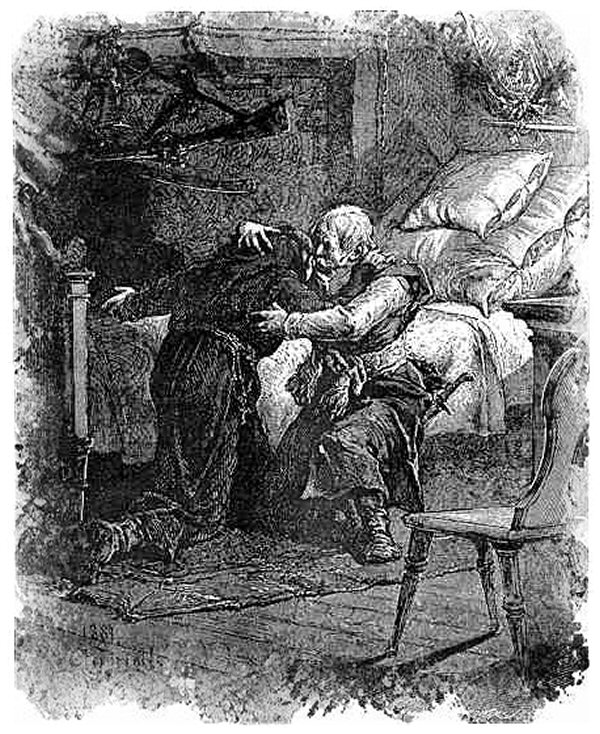
Ilustracja Andriollego do Księgi VIII
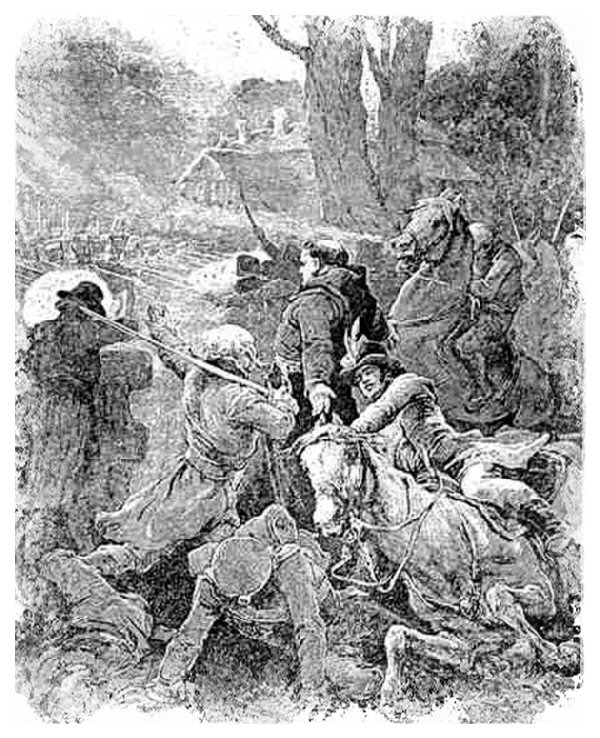
Ilustracja Andriollego do Księgi IX
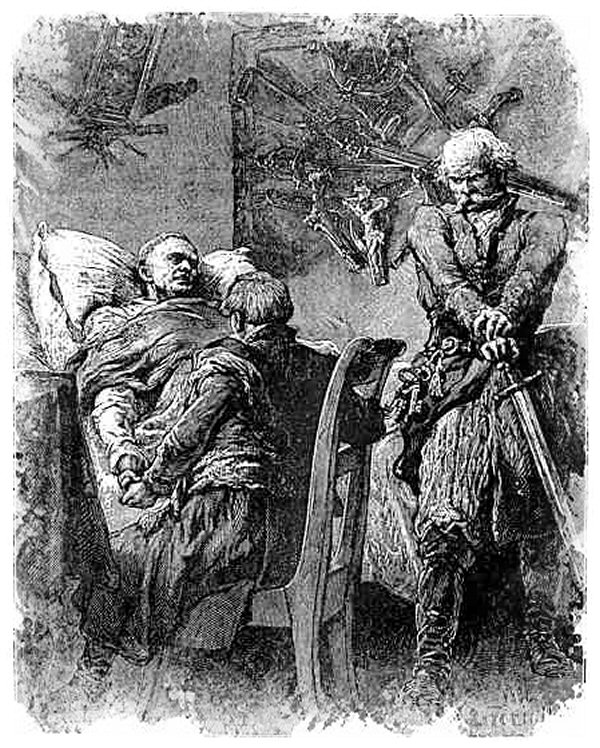
Ilustracja Andriollego do Księgi X
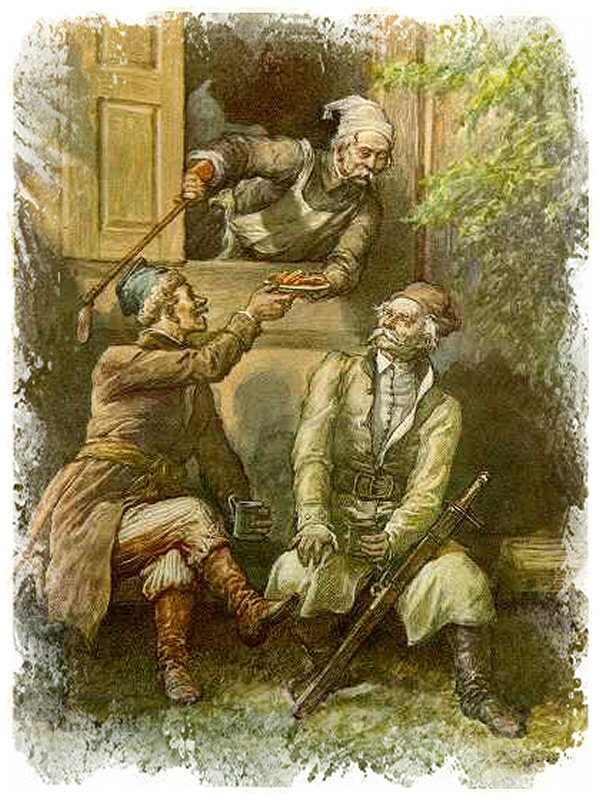
Ilustracja Andriollego do Księgi XI
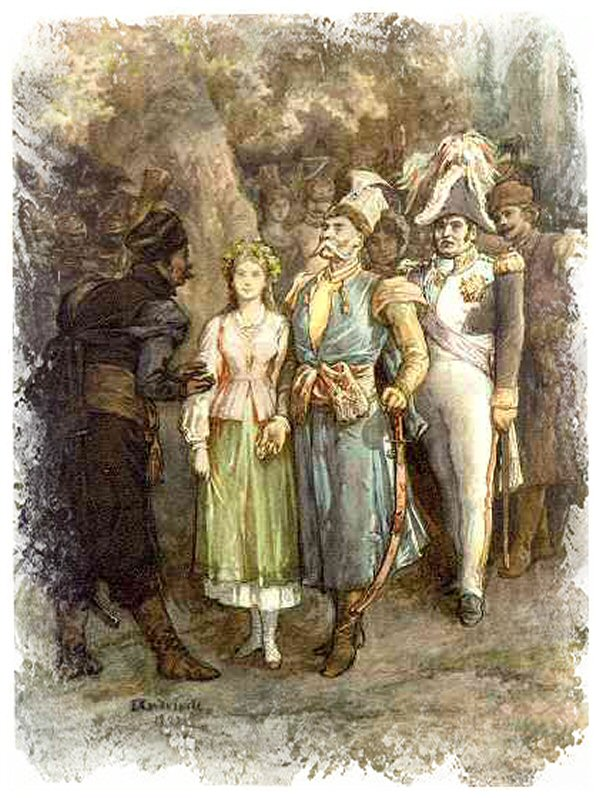
Ilustracja Andriollego do Księgi XII
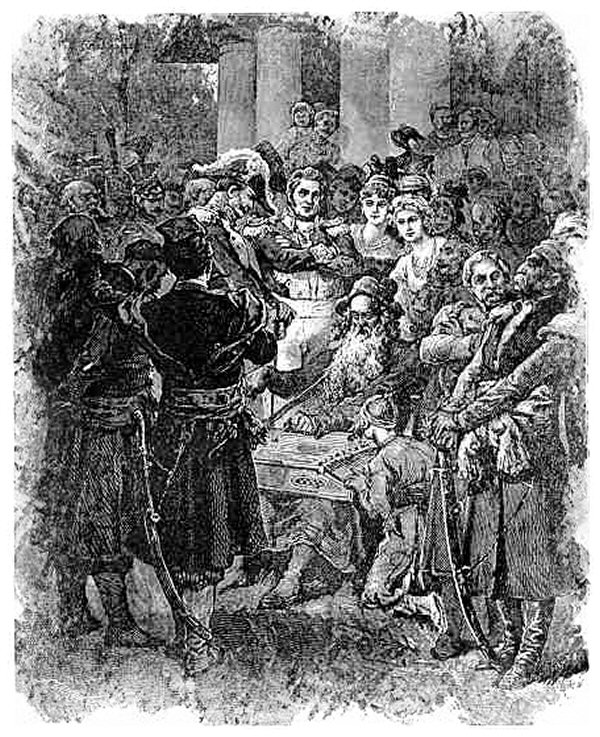
„Koncert Jankiela” – ilustracja do XII Księgi

## Okoliczności powstania utworu
Jesienią 1830 roku w Rzymie Adam Mickiewicz wysłuchiwał gawęd szlacheckich wygłaszanych przez hrabiego Henryka Rzewuskiego. Narratorem i głównym bohaterem gawęd Rzewuskiego był fikcyjny szlachcic z Litwy Seweryn Soplica a jego opowiadania w sposób niezwykle barwny opisywały życie szlacheckie z ostatnich lat Rzeczypospolitej. Mickiewicz zachwycił się gawędami Rzewuskiego i nakłonił go do spisywania jego opowieści, i to w takiej postaci, w jakiej były wygłaszane – bez jakiegoś zasadniczego przestylizowania. Pamiątki Soplicy zaczęły ukazywać się w tamtejszej prasie i zyskały duże uznanie kół emigracyjnych, zaś w 1839 roku ukazały się w formie książkowej.
Zainspirowany gawędami Rzewuskiego Mickiewicz zaczął myśleć o swojej opowieści szlacheckiej, w której głównym bohaterom nadał zaczerpnięte od Rzewuskiego nazwisko Soplica, a ich dworek nazwał Soplicowo.
Według Józefa Bohdana Zaleskiego, przyjaciela Adama Mickiewicza, pomysł „poematu sielskiego” narodził się już w 1831 podczas pobytu wieszcza w Wielkopolsce w trakcie trwającego właśnie w sąsiednim Królestwie Polskim powstania listopadowego. Poeta miał rozpocząć go od opisu dworku szlacheckiego. Z kolei Józef Grabowski, właściciel wsi Łukowo, utrzymywał później, że to w jego miejscowości Mickiewicz powziął postanowienie napisania Pana Tadeusza. Dokładne fakty na ten temat jednak nie są znane. Badacze przypuszczają, że poeta napisał wówczas około sto kilkadziesiąt wersów opisujących Soplicowo (w ostatecznym kształcie fragment ten ma się kończyć na 174 wersie I księgi). Poeta jednak – po napisaniu tego fragmentu – nie rozwijał tekstu przez kilkanaście następnych miesięcy.
Na początku grudnia 1832 roku (przebywając już w Paryżu) napisał list do przyjaciela, w którym informował o rozpoczętych intensywnych pracach nad poematem. Tekst utworu powstawał bardzo szybko – 12 stycznia 1833 roku Mickiewicz donosił w listach, że napisał już „dwie wielkie pieśni”. Następnie przerwał prace aż do 6 maja, kiedy narodziła się pieśń trzecia. Pod koniec tego samego miesiąca ukończył już część czwartą. Nastąpiła wówczas kolejna kilkumiesięczna przerwa w tworzeniu Pana Tadeusza, spowodowana chorobą poety, opieką nad Stefanem Garczyńskim oraz podróżami. 13 listopada tego samego roku informował w liście, że dokończył pieśń piątą, a od tamtego momentu prace nad epopeją trwały już bez dłuższych przerw: Mickiewicz napisał wówczas w ciągu trzech miesięcy siedem kolejnych ksiąg. Zakończenie twórczej pracy ogłosił 13 lutego 1834 roku. Rękopis został natychmiast przekazany do druku, który ukończono 17 czerwca tego samego roku.

## Charakterystyka literacka utworu

### Epopeiczność utworu
Adam Mickiewicz nigdy nie nazwał Pana Tadeusza eposem lub epopeją, nie określili go też w ten sposób pierwsi czytelnicy utworu, znali bowiem zupełnie inne wzorce epopeiczności. Badacze literatury podkreślają, że utwór ten zawiera elementy poematu heroicznego, heroikomicznego, satyry, powieści walterskotowskiej, baśni, gawędy oraz sielanki. W związku z tym jest przez nich różnie definiowany: Bogusław Bednarek nazywa Pana Tadeusza „deuteroepopeją” (czyli tekstem „wtóroepopeicznym”, pojęcie analogiczne do „księga deuterokanoniczna”), Kazimierz Wyka – „sumą gatunków”, Stefania Skwarczyńska natomiast zjawiskiem literackim, które cechuje „gatunkowa wieloaspektowość”.
Pierwsi czytelnicy Pana Tadeusza nie tylko nie określili utworu mianem epopei, ale nawet wyrażali swoje niezadowolenie z powodu niewielkiej ilości podniosłego tonu w utworze; uważano, że zawiera za dużo treści rubasznych. Zauważono także, że nie pojawia się w utworze żadna wielka postać historyczna (pojawienie się takiej osoby miało być zgodne z kanonami eposu). O chłodnym przyjęciu dzieła świadczą także liczby: Dziady cz. III wydrukowano w dwóch tysiącach egzemplarzy, które zostały sprzedane w ciągu roku, natomiast pierwsze wydanie Pana Tadeusza przygotowano w trzech tysiącach egzemplarzy, które zalegały potem na księgarskich półkach. Dwa lata po publikacji Pana Tadeusza pojawiła się entuzjastyczna recenzja Wilhelma Häringa, który jako pierwszy określił utwór mianem epopei:

To najnowsze dzieło Mickiewicza jest doskonałym poematem epickim, dziełem, którego forma jest nam obca, ale istota odpowiada najsurowszym wymogom stawianym przez naszą krytykę estetyczną eposowi, a mianowicie jego najwyższej, a według innych jedynej odmianie. Pan Tadeusz przynosi bowiem pełny zamknięty obraz określonego narodu i jego specyficznych cech w określonej epoce; ciągłą interesującą akcję z bogatymi epizodami, z równie ciekawym, jak i pouczającym spojrzeniem wstecz na historyczną przeszłość; mistrzowskie soczyste i pełne opisy miejsc, stosunków; zwyczajów; plastyczny obraz martwej, jak i żywej natury i do tego charakterystykę tak odważną, trafną, uzależnioną od nastroju (...). Nie brak temu bohaterskiemu poematowi, a takim on jest, pięknych, idyllicznych rysów; a narodowej tej epopei, w której poeta wytyczył sobie piękny cel uchwycenia w poetyckich obrazach pewnej właściwości narodowej, tam, gdzie nawet najbardziej płomienny duch twórcy nie zostanie poetą. W poemacie tym znajduję całkiem oryginalną samorodną formę, która stary epos splata z powieścią; wreszcie w istnieniu tego poematu znajduję dowód, że można jeszcze dziś tworzyć epopeje.

Status arcydzieła literatury polskiej oraz eposu narodowego Pan Tadeusz uzyskał po 1863 roku. W 1873 roku ukazała się pierwsza monografia dzieła, w której jej autor – Hugo Zathey – ocenił bardzo wysoko utwór Mickiewicza. Praca ta wywarła duży wpływ na późniejszych badaczy Pana Tadeusza.
Swoją pracę Zathey rozpoczął od polemiki z tezą, popularną w okresie polskiego romantyzmu, zgodnie z którą tylko przedchrześcijańska Polska mogła stworzyć dzieło na miarę wielkiej „epopei ludowej”, a chrześcijaństwo tylko zniwelowało te zadatki. Zathey nie przychylił się do takiej tezy, nie podzielając tym samym romantycznych uprzedzeń. Kwestię epopeiczności utworu rozpatrywał w odniesieniu do popularnych w XIX w. na gruncie niemieckim teorii estetycznych dotyczących eposu, wyłożonych w dziełach Jeana Paula, Vischera oraz przede wszystkim Hegla. Według autora porównanie wypadło na korzyść Pana Tadeusza – w utworze znajduje się bowiem ujęcie momentu dziejowego dla narodu w taki sposób, że uwypukla jego dążenie do niepodległości. Ponadto akcja poematu grupuje się wokół jednej potężnej indywidualności, która skupia wszystkie indywidualne cechy narodu. Zaś element tragizmu jest – według Zatheya – należycie wprowadzony. Kompozycja poematu, stosunek epizodów do akcji głównej oraz obrazów przyrody do wydarzeń zawartych w utworze mają być również zgodne z heglowską estetyką epopei: Tak tu, jak i we wszystkich innych względach zaspokaja poeta w zupełności najwybredniejsze wymagania krytyki.
Także współcześni literaturoznawcy zajmowali się problemem stosunku Pana Tadeusza do wzorów antycznej epopei. Na podstawie badań Wilhelma Bruchnalskiego i Stanisława Windakiewicza oraz Tadeusza Karyłowskiego Stanisław Pigoń wysnuł wniosek, że Mickiewicz świadomie, jako rodzaj hołdu dla starego olbrzyma poezji epickiej […] włączył w księgę IX kilka sytuacyj, wprost nawet przytoczeń z Iliady Homera, w drobnym stopniu z Eneidy Wergiliusza. Juliusz Kleiner zaś uważał, że Wojski to Homerowy Nestor, zwrócił także uwagę, że zasypianie bohaterów lub udawanie się na spoczynek stanowi koniec ksiąg [Pana Tadeusza], jak w p. I, VII i IX Iliady, jak w p. 1, 5, 6, 14, 16, 18 i 19 Odysei. Świt na początku księgi przywodzi na myśl rozpoczynanie pieśni od Eos różanopalcej. Bójka w ks. V i potem bitwa z Moskalami sposobem przedstawienia i przebiegiem walk niekiedy ożywić ma w pamięci zapasy bohaterów Homerowych lub Wergiliuszowych i spolszczenie opowieści helleńskiej przez Dmochowskiego, a Telimena […] pragnie w ks. VII zatrzymać dla siebie serce Tadeusza tak, jak Dydona zatrzymać pragnie przy sobie Eneasza. W konkluzji Kleiner napisał, że wszystkie te świadome upodobnienia scen, postaci, wyrażeń do epiki Homerowej i Wergiliuszowej wprowadzone są żartobliwie; u tłumacza i naśladowcy Wolterowskich powiastek, u autora „Kartofli”, u słuchacza Borowskiego dziwić to nie może, że epika żartobliwa, parodystyczna, uprawiana con amore przez wiek XVIII, jest dlań kontynuacją dostojnego starożytnego eposu, że i koniec bójki w p. V i czyny wojenne zajazdu przedstawia w stylu utworów heroikomicznych. Inwokacja wszakże nie pozostawia wątpliwości o powadze zamiaru epickiego.
W Panu Tadeuszu znalazły się też „intencjonalne” – jak pisze Tadeusz Sinko – cytaty z polskiego tłumaczenia Iliady, którego autorem był Franciszek Ksawery Dmochowski, a którego Mickiewicz czytał w młodości. Są to trzy dwuwersy: pierwszy, pochodzący z Iliady brzmi tak:
I z boku wedle wnętrza szatę mu przewierci
Schylił się zręcznie Parys i wydarł się śmierci.
W poemacie Mickiewicza natomiast:
Uderza w dno gitary, na wylot ją wierci,
Schylił się na bok Ryków i tak uszedł śmierci.
Inny cytat tłumaczenia Dmochowskiego brzmi tak:
Ten łuk napina Pandar i do ziemi chyli,
Wierni go towarzysze tarczami okryli.
W Panu Tadeuszu natomiast, major Płut, widząc Tadeusza przed swym batalionem, namówił Gonta, by zastrzelił bijącego się z Rykowem Polaka:
Gont odwodzi karabin, do zamka się chyli,
Wierni go towarzysze płaszczami okryli.
Trzeci cytat pochodzi z samego początku ks. II Iliady:
Inni spali bogowie i ziemscy rycerze
Oczu tylko Jowisza sen słodki nie bierze.
Mickiewicz przeniósł to do swojego poematu w następujący sposób:
Spali: gospodarz domu, wodze i żołnierze,
Oczu tylko Wojskiego sen słodki nie bierze.
Pigoń twierdzi, że to zapożyczenie ma na celu wywołać efekt humorystyczny (zestawienie osobistości i zatrudnień: Jowisz strudzony biegiem spraw ludzkich, Wojski – przygotowaniem obiadu).
Epopeja Mickiewicza rozpoczyna się porównaniem utraconej ojczyzny do utraconego zdrowia oraz porównaniem cudu, dzięki któremu emigranci polscy mają powrócić na łono kraju z cudownym ocaleniem poety w dzieciństwie za sprawą modłów jego mamy do Matki Boskiej. Porównania tego typu są w Panu Tadeuszu najczęstszym tropem poetyckim. Kilka z nich ma swoje źródła w poezji antycznej – i tak np. w księdze V, kiedy Telimena robi wymówki Tadeuszowi, ten ucieka Jak szczupak, gdy mu oścień skróś piersi przekole, / Pluska się i nurtuje, myśląc, że uciecze, / Ale wszędzie żelazo i sznur z sobą wlecze (w. 238 i nast.). Sinko dopatruje się w tym fragmencie Wergiliuszowego porównania (Eneida IV 69–73), użytego tam w zastosowaniu do królowej Dydony w następującej sytuacji: królowa Kartaginy zakochała się gwałtownie w bawiącym u niej w gościnie Eneaszu, lecz pomna ślubów złożonych po śmierci męża, że już nigdy nie wyjdzie za mąż, stara się stłumić swój nowy afekt, choć siostra jej, Anna, zachęca ją do poślubienia bohaterskiego przybysza w imię dobra państwa zagrożonego przez sąsiadów i radzi gniew bogów spowodowany złamaniem ślubów przebłagać obfitymi ofiarami. Niestety, ofiary królowej nie uspokajają:
Płonie Dydo, nieszczęsna wskroś i przez gród cały
Błąka się, niby łania trafiona od strzały,
Którą gnając przez Krety gaje, niespodzianie
Przeszył pasterz i lotny zostawił bełt w ranie,
Nieświadom – ona w lasach, po górach się wspina
Dyktejskich, lecz w jej boku śmiertelna tkwi trzcina.
Mickiewicz, ze względu na scenę Telimeny z Tadeuszem w ks. VIII (wersy 424–531) nazwał ją w streszczeniu księgi „Nową Dydoną”, wskazując tym samym wzór. Pigoń, objaśniając to streszczenie, napisał: poeta używa tego określenia o Telimenie, by humorystycznie przedstawić jej udaną rozpacz po utracie Tadeusza, a nawet udawany zamiar samobójstwa (VIII, 488) oraz scena rozmowy Tadeusza z Telimeną, choć poeta po wzór jej odsyła do Eneidy, ma swój odpowiednik, dość szczegółowy, w rozmowie Rynalda z Armidą w Gofredzie Tassa.
Mickiewicz w Panu Tadeuszu zastosował także zabieg strukturalny, który Alicja Stępniewska nazywa „samoujawnieniem”. Polega on na wewnętrznej przemianie bohatera, wyprowadzającej go ze stanu grzechu, a kierującej ku oczyszczeniu (katharsis). Taka przemiana nie przychodzi nagle, ale jest wynikiem głębokich przemyśleń bohatera, długich wahań i rozterek. Przeważnie też samoujawnienie występuje dopiero pod koniec życia. Pierwszym poetą, który użył takiego chwytu literackiego był Homer (Odyseja), dlatego też taką strukturę nazywa się homerycką. Stanowiła ona motyw widoczny zwłaszcza w późniejszych greckich tragediach (Król Edyp, Elektra).
W Panu Tadeuszu tytuł wyraźnie wskazuje czytelnikowi, że główną i pierwszoplanową postacią poematu ma być Tadeusz. Jednakże w trakcie lektury okazuje się, że oprócz niego pojawia się bardzo wiele innych postaci, równie jak on ważnych, a nawet ważniejszych. Na plan pierwszy wysuwa się zwłaszcza tajemniczy ksiądz Robak, który stale budzi zaciekawienie czytelnika: nie wiadomo kim jest, dlaczego pojawia się zwłaszcza w ważnych momentach akcji oraz dlaczego jest tak silnie związany z rodziną Sopliców. Odpowiedzi na te pytania pojawią się znacznie później, kiedy następuje „samoujawnienie” księdza. A przez cały czas autor sygnalizuje tylko pewne wątki z biografii postaci, aby dać czytelnikowi powód do snucia hipotez. Mickiewicz zastosował w ten sposób technikę ciągłej retardacji rozpoznania, inaczej mówiąc: rozkładania aktu rozpoznawczego na szereg migawkowych obrazów, które mogą nasuwać jakieś przypuszczenia czytelnikowi. Cel główny samej retardacji to wywołanie napięcia akcji, aż do kulminacyjnego rozwiązania zagadki: Jam jest Jacek Soplica – mówi ks. Robak do Klucznika. Następują skrucha, wyznanie win i przebaczenie, które stanowią – jak twierdzi Stępniewska – wielką analogię do końcowej sytuacji w Iliadzie, gdzie Achilles wydaje Priamowi ciało Hektora, zabójcy Patroklosa, najlepszego przyjaciela Achillesa. Na takiej samej zasadzie Gerwazy przebacza Jackowi Soplicy zabójstwo Stolnika. W ten sposób też poeta zużytkował w akcie konania księdza Robaka dwa rozwiązania strukturalne – jedno z Iliady, drugie z Odysei. Samoujawnienie Odysa jest wzorem dla samoujawnienia Jacka, przebaczenie Hektorowi przez Achillesa jest natomiast modelem dla przebaczenia Jackowi przez Gerwazego.

## Wydania

### RękopisPana Tadeusza

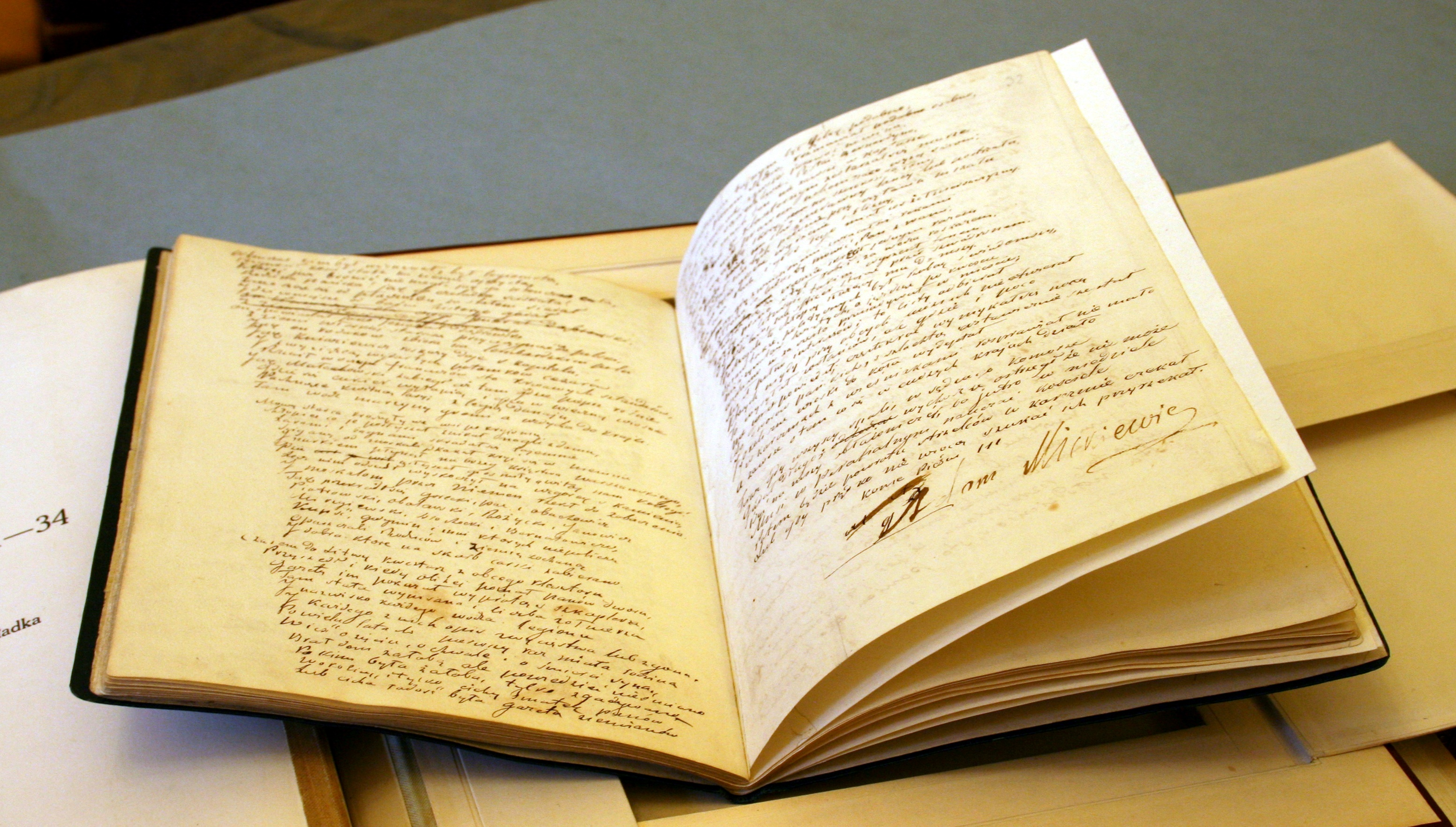
Pan Tadeusz, rękopis (2011)

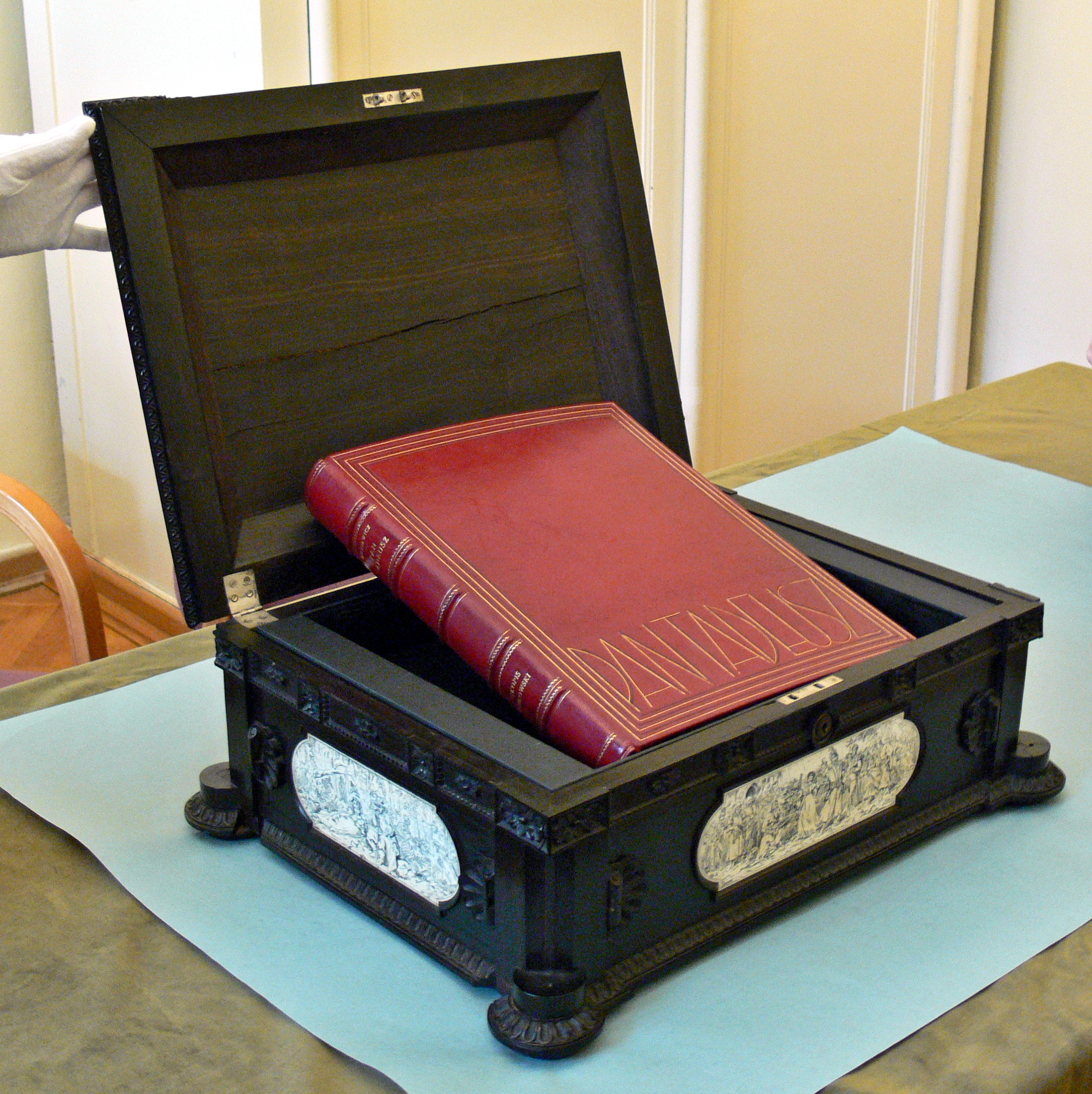
Szkatuła i rękopis Pana Tadeusza (2011)

Rękopis Pana Tadeusza przechowywany jest w Zakładzie Narodowym im. Ossolińskich we Wrocławiu, w szkatule z hebanu i kości słoniowej zamówionej przez Stanisława Tarnowskiego i wykonanej w 1873 przez Józefa Brzostowskiego.
W 1871 rękopis Pana Tadeusza od Władysława Mickiewicza zakupił Stanisław Tarnowski, po śmierci którego (1917) rękopis odziedziczył Hieronim Tarnowski, syn Stanisława, od którego w 1929 rękopis zakupił Zdzisław Tarnowski i włączył do zbiorów dzikowskich. W 1939 Artur Tarnowski, syn Zdzisława, zdeponował rękopis w Zakładzie Narodowym im. Ossolińskich we Lwowie, gdzie w 1940 poddano go konserwacji i oprawiono. W 1944 Niemcy wywieźli rękopis ze Lwowa do Krakowa, a następnie dalej do Niemiec. W 1945 porzucony rękopis został odnaleziony w Zagrodnie na Dolnym Śląsku i w 1947 przekazany do Zakładu Narodowego im. Ossolińskich we Wrocławiu. W 1999 Miasto Wrocław zakupiło rękopis od Jana Artura Tarnowskiego, syna Artura, za 200 tys. dolarów i przekazało na własność Zakładowi Narodowemu im. Ossolińskich.

### Najstarsze egzemplarze
99 tysięcy złotych zapłacił nieznany kolekcjoner za egzemplarz pierwszego, paryskiego wydania Pana Tadeusza z 1834 roku. Książka została wylicytowana na aukcji internetowej w 2009 roku. Na świecie istnieje tylko ok. 1000 egzemplarzy tego wydania.
Kwestią problematyczną jest miejsce pierwszego wydania Pana Tadeusza na ziemiach polskich. Za pierwsze takie wydanie często uważa się druk znanego toruńskiego wydawcy Ernsta Lambecka (1814-1892), który był datowany na rok 1859. Mówi o tym tablica (z przesuniętą o 1 rok datą wydania) z napisem: „W tym domu w 1858 roku w oficynie drukarskiej Rady Miasta Torunia został wydrukowany po raz pierwszy na Ziemiach Polskich Pan Tadeusz Adama Mickiewicza”. Było to wydanie samoistne i pozbawione wpływu cenzury. Niemniej Pan Tadeusz został po raz pierwszy wydrukowany na ziemiach polskich przez warszawskiego wydawcę – Samuela Merzbacha. Nastąpiło to w roku 1858. Druk ten wchodził w skład „Pism Adam Mickiewicza” i pojawił się jako tom III i IV tej serii. Wydanie to jednak było poddane bardzo ścisłej cenzurze (usuwano negatywne odniesienia do Rosji) – w efekcie końcowym książka została pozbawiona około 400 wersów.

### Przekłady na języki obce
Poniżej przedstawiono tabelę zawierającą listę pierwszych przekładów Pana Tadeusza na języki obce.
| Język przekładu   | Data pierwszego wydania | Tłumacz(e)                             | Uwagi                                                                                |
| ----------------- | ----------------------- | -------------------------------------- | ------------------------------------------------------------------------------------ |
| albański          | 1998                    | Jorgo Gjikondi                         |                                                                                      |
| angielski         | 1885                    | Maude Ashurst Biggs                    |                                                                                      |
| bułgarski         | 1901                    | Efrem Karanow                          |                                                                                      |
| białoruski        | 1859                    | Wincenty Dunin-Marcinkiewicz           | rękopis po wydaniu dwóch ksiąg skonfiskowała rosyjska cenzura. Wydany dopiero w 1907 |
| chiński           | 1955                    | Sun Yun                                | przekład z tłumaczenia angielskiego                                                  |
| chorwacki         | 1893                    | Tomislav Maretić                       |                                                                                      |
| czeski            | 1882                    | Eliška Krásnohorská                    |                                                                                      |
| duński            | 1958                    | Waldemar Roerdam                       |                                                                                      |
| esperanto         | 1918                    | Antoni Grabowski                       |                                                                                      |
| estoński          | 2000                    | Aleksander Raid                        |                                                                                      |
| fiński            | 1921                    | V.K. Trast                             |                                                                                      |
| francuski         | 1844                    | Krystyn Piotr Ostrowski i E. Haag      |                                                                                      |
| gruziński         | 1953–1955               | Witalis Ugrechelidze-Ugorski           |                                                                                      |
| hebrajski         | 1921                    | Josef Lichtenbaum                      |                                                                                      |
| hiszpański        | 1885                    | Leon Medina                            |                                                                                      |
| holenderski       | 2003                    | Tom Eekman                             |                                                                                      |
| japoński          | 1934                    | Asatori Katō                           | przekład prozą z języka angielskiego                                                 |
| jidysz            | 1939                    | Dawid Kenigsberg                       |                                                                                      |
| kaszubski         | 2010                    | Stanisław Janke                        |                                                                                      |
| koreański         | 2005                    | Jeong Byeon-gwon i inni                |                                                                                      |
| litewski          | 1924                    | Antonas Valaitis, Konstantinas Šakenis |                                                                                      |
| łotewski          | 1964                    | Jāzepo Osmanis                         |                                                                                      |
| niemiecki         | 1836                    | Richard Otto Spazier                   |                                                                                      |
| rosyjski          | 1875                    | Nikołaj Berg                           |                                                                                      |
| rumuński          | 1956                    | Miron Radu Paraschivescu               |                                                                                      |
| serbsko-chorwacki | 1951                    | Đorđe Šaula                            |                                                                                      |
| słowacki          | 1962                    | Rudolf Skukálek                        |                                                                                      |
| słoweński         | 1974                    | Rozka Štefanova                        |                                                                                      |
| szwedzki          | 1898                    | Alfred Jensen                          |                                                                                      |
| ukraiński         | 1927                    | Maksym Rylski                          |                                                                                      |
| węgierski         | 1957                    | Ewa Sebök                              |                                                                                      |
| wietnamski        | 2008                    | Nguyễn Văn Thái                        |                                                                                      |
| włoski            | 1871                    | Arrigo Boito                           |                                                                                      |

### Adaptacje
Najbardziej znane adaptacje:

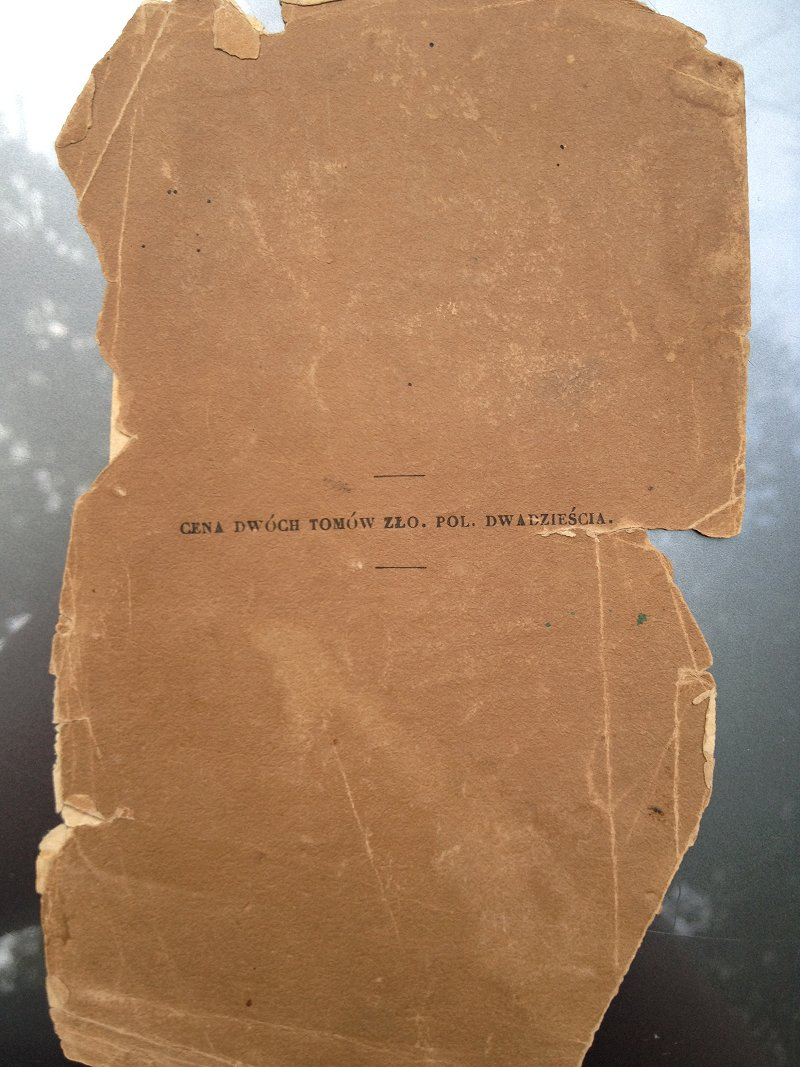
Fragment oryginalnej oprawy pierwszego wydania Pana Tadeusza – 1834. Kolekcja prywatna. Warszawa.

- pełny tekst, czytają: Aleksander Bardini, Andrzej Szczepkowski, Andrzej Łapicki, Tadeusz Łomnicki, Marian Wyrzykowski, Jan Świderski, Wieńczysław Gliński, Gustaw Holoubek, Mieczysław Milecki, Janusz Warnecki, Jan Kreczmar, Ignacy Gogolewski. Dostępny na 12 CD.[potrzebny przypis]
- Pan Tadeusz – film fabularny z 1928 w reżyserii Ryszarda Ordyńskiego
- Pan Tadeusz – film fabularny z 1999 w reżyserii Andrzeja Wajdy
- „Zakochany Pan Tadeusz” – CD z 1999, zawiera 12 fragmentów recytowanych przez Michała Żebrowskiego i „Wspomnienie” z Anną Marią Jopek.
- 23 marca 1998 r. Polskie Radio zorganizowało „Maraton z Panem Tadeuszem”. W czasie czternastu godzin znani polscy aktorzy: Gustaw Holoubek, Krzysztof Kowalewski, Anna Seniuk, Krzysztof Gosztyła, Wiktor Zborowski, Joanna Trzepiecińska, Olgierd Łukaszewicz, Krzysztof Kolberger, Zbigniew Zapasiewicz, Jan Englert, Krzysztof Kołbasiuk, Andrzej Seweryn oraz Jerzy Trela (Epilog) przeczytali cały poemat. Maraton wyreżyserował Janusz Kukuła.
- W roku 2018 – roku 100 lecia odzyskania przez Polskę Niepodległości, w ramach programu Niepodległa Fundacja Wolne Dźwięki.pl wydała CD „Pan Tadeusz”. Interpretacja aktorska Maciej Gąsiorek.
- W roku 2024 zorganizowano ogólnopolską kampanie edukacyjną Robak, popularyzującą „Pana Tadeusza” w 190. rocznicę wydania dzieła[42].